# Drahanivka, raionul Ternopil, regiunea Ternopil
Drahanivka (în ucraineană Драганівка) este o comună în raionul Ternopil, regiunea Ternopil, Ucraina, formată numai din satul de reședință.

## Demografie
Componența lingvistică a comunei Drahanivka
     Ucraineană (99,57%)
     Alte limbi (0,43%)
Conform recensământului din 2001, majoritatea populației comunei Drahanivka era vorbitoare de ucraineană (99,57%), existând în minoritate și vorbitori de alte limbi.